# Adrián Di Monte
Adrián Gómez Rodríguez conhecido como Adrián Di Monte (Santa Clara, 31 de julho de 1990) é um ator cubano que reside no México.

## Biografia
Aos 15 anos, ele deixou Cuba e se mudou com sua família para os Estados Unidos . Apaixonado pela arte desde criança, principalmente pela pintura, decidiu quando chegou a hora de optar pela arquitetura, carreira que acabou mas nunca foi exercida porque a atuação acidentalmente cruzou seu caminho.
Começou a trabalhar para as redes Univisión e Venevisión, obtendo diversas e breves aparições em novelas como Eva Luna, Mi corazón insiste en Lola Volcán, Aurora, entre outras.
Em 2015, trabalhou na Telemundo e participou da novela ¿Quem é quem? interpretando Eugenio, irmão da protagonista, Paloma Danna Paola .
Em 2016, conseguiu o papel de Abelardo Casares, o primeiro amor da protagonista Vicenta Rigores Carolina Miranda em Señora Acero.
Em 2017 emigrou para o México, sendo contratado pela emissora Televisa , participando do papel de Joe na novela La doble vida de Estela Carrillo, onde atuou junto a Erika Buenfil, Ariadne Díaz e David Zepeda. No mesmo ano assinou contrato de exclusividade com a Televisa. Também participou da quarta temporada do programa mexicano Bailando por un Sueño, no qual obteve o primeiro lugar junto a sua parceira de dança Montserrat Yescas.
Em 2019 interpretou um dos antagonistas da novela Cita a ciegas. 
Em 2021 interpretou outro vilão na novela Diseñando tu amor. 

## Carreira

### Telenovelas
| Ano       | Telenovela                        | Personagem                        |
| --------- | --------------------------------- | --------------------------------- |
| 2010      | Eva Luna                          | Humberto                          |
| 2010      | Aurora                            | Participação                      |
| 2011      | Mi corazón insiste en Lola Volcán | "Papi"                            |
| 2013      | Rosario                           | Ignacio "Nacho" Gómez             |
| 2014      | Cosita linda                      | Santiago Rincón                   |
| 2014      | Voltea pa' que te enamores        | Armando Romero                    |
| 2015-2016 | ¿Quién es quién?                  | Eugenio Hernández                 |
| 2016      | Señora Acero: La Coyote           | Abelardo Casares / Abelardo Ochoa |
| 2017      | La doble vida de Estela Carrillo  | Joe Hernández                     |
| 2019      | Cita a ciegas                     | Roberto "Bobby" Silva Esquivel    |
| 2021      | Diseñando tu amor                 | Leonardo Casanova Morales         |
| 2022      | La madrastra                      | Álvaro González                   |
| 2023-2024 | El maleficio                      | Jorge de Martino Alarcón          |